# Golfe urbano

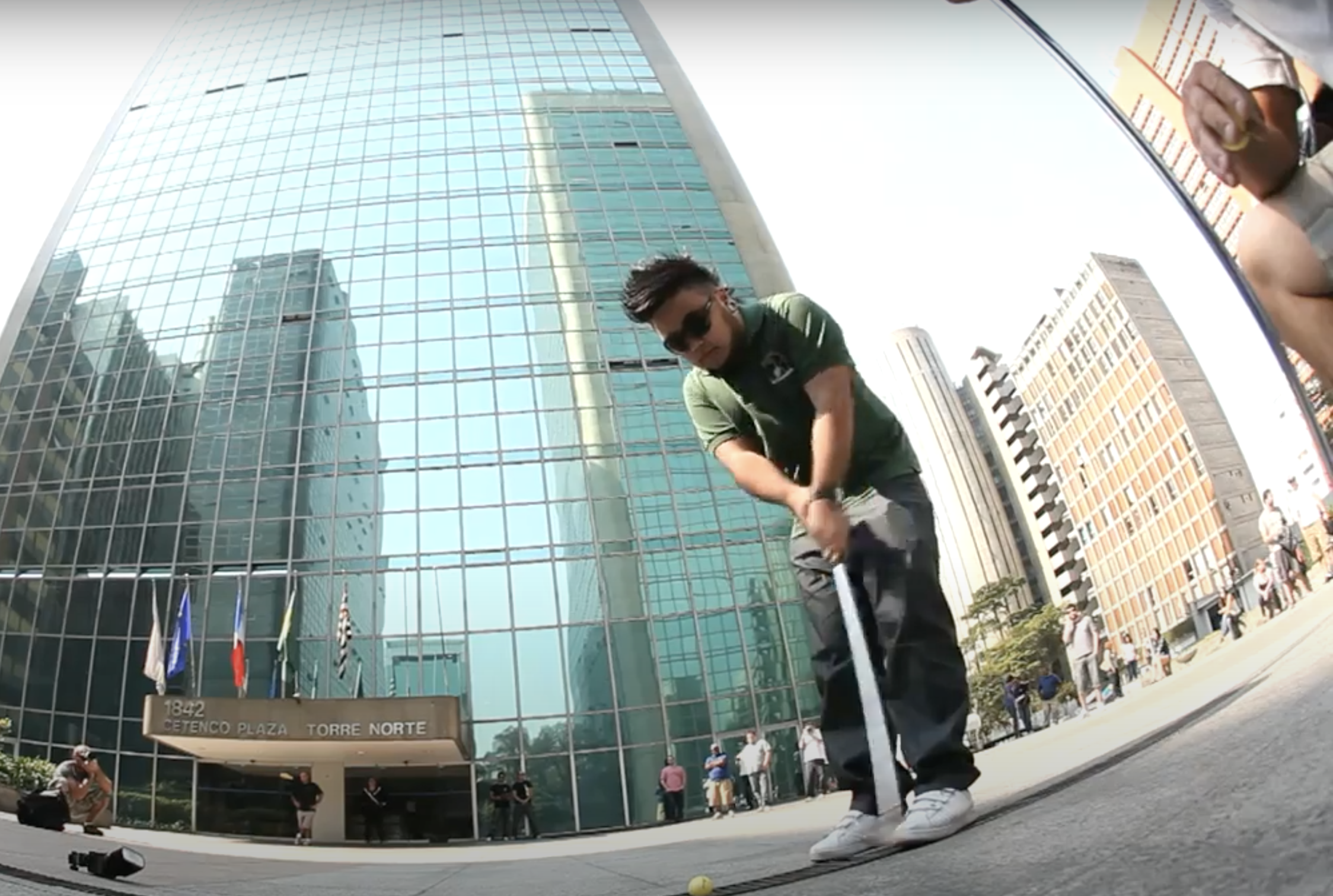
Golfe urbano em São Paulo em 2010.

O golfe urbano é um esporte baseado no jogo original de golfe no qual os jogadores, individualmente ou em equipes, arremessam uma bola em um buraco ou em um alvo específico usando diversos tipos de tacos . O golfe urbano não é jogado em um campo de golfe tradicional, mas utilizando o mobiliário urbano como obstáculos e alvos.  Em vez da bola de golfe padrão, os jogadores podem usar uma bola de couro. 

## Torneios
Em 2010, nos dias 27 e 28 de agosto, ocorreu o primeiro campeonato de Golfe Urbano de São Paulo.  Foram 3 circuitos, o primeiro partindo do Viaduto do Chá seguindo para o Vale do Anhangabaú. O segundo, aconteceu na Praça da Liberdade e terminou na Praça Júlio Prestes, no centro da cidade. O último circuito ocorreu no Cetenco Plaza, à Avenida Paulista. A equipe London, formada por Tiago Yonamine, mais conhecido como Sushi, Robison Gomes e Nicole Maia ganharam a competição e como prêmio uma passagem à para a cidade inglesa.